# Entodon subcuspidatus
Entodon subcuspidatus är en bladmossart som beskrevs av Edwin Bunting Bartram 1933. Entodon subcuspidatus ingår i släktet Entodon och familjen Entodontaceae. Inga underarter finns listade i Catalogue of Life.